# آدم آرون
آدم آرون (بالإنجليزية: Adam Aron)‏ هو شخصية أعمال أمريكي، ولد في 30 سبتمبر 1954 في فيلادلفيا في الولايات المتحدة.

## وصلات خارجية
- آدم آرون على موقع إن إن دي بي (الإنجليزية)